# Шахаль, Моше
Моше Шахаль (ивр. משה שחל‎; род. 20 мая 1934, Багдад, Ирак) — израильский адвокат и государственный деятель, депутат кнессета с 1971 по 1998 год. Министр энергетики Израиля в правительствах национального единства с 1984 по 1990 год, вернулся на этот пост в правительстве Ицхака Рабина в 1993 году, возглавлял в нём также министерство связи и министерство полиции (позже переименовано в министерство национальной безопасности).

## Биография
Родился в Багдаде в 1934 году и репатриировался в Израиль в 1950 году. Окончил Хайфский университет с академической степенью по экономике, социологии и политологии и Тель-Авивский университет со степенью по юриспруденции (в 1971 году).
С 1958 по 1971 год входил в рабочий совет Хайфы, а в 1965—1969 годах был членом городского совета этого города. Занимал посты в правлении хайфского окружного отделения партии «Авода». В 1971 году, после смерти депутата кнессета от блока «Маарах» Мордехая Офера, занял его место в кнессете. После этого оставался бессменным депутатом кнессета от «Маараха», а затем от партии «Авода» до 1998 года. В кнессете 8-го и 10-го созывов занимал должность заместителя спикера, в кнессете 9-го и 10-го созывов был председателем парламентской фракции «Маараха». В разных созывах кнессета входил в состав комиссии кнессета, законодательной и финансовой комиссий, комиссий по экономике, иностранным делам и обороне, алие и абсорбции и государственному контролю. Кроме того, в 1974—1976 годах был членом делегации Израиля при Совете Европы, а с 1976 по 1984 год — делегации Израиля в Межпарламентском союзе.
В 1984 году с формированием правительства национального единства Шахаль был назначен на пост министра энергетики, который занимал вплоть до 1990 года. В 1992 году, с формированием правительственного кабинета Ицхака Рабина, Шахаль получил в нём портфели министра полиции и министра связи. В мае 1993 года в ходе перетасовки кабинета Шахаль был вновь назначен министром энергетики, уступив пост министра связи Шуламит Алони. В качестве министра энергетики утвердил программу приватизации нефте- и газоразведки в Израиле. Возглавлял министерство связи до начала 1995 года, а министерство полиции (в ноябре 1995 года переименованное в министерство национальной безопасности) — до смены правительства в 1996 году.
В последний раз был избран в кнессет в 1996 году, но оставил депутатский пост до конца срока действия данного созыва кнессета, в 1998 году. Вёл частную адвокатскую практику. Благодаря деловым связям со времён министерской и парламентской работы представлял в дальнейшем крупные израильские компании в области энергетики, водоснабжения и транспорта. В 2005 году отклонил предложение занять пост президента Израильской электрической компании.